# 莱昂·德·格雷夫

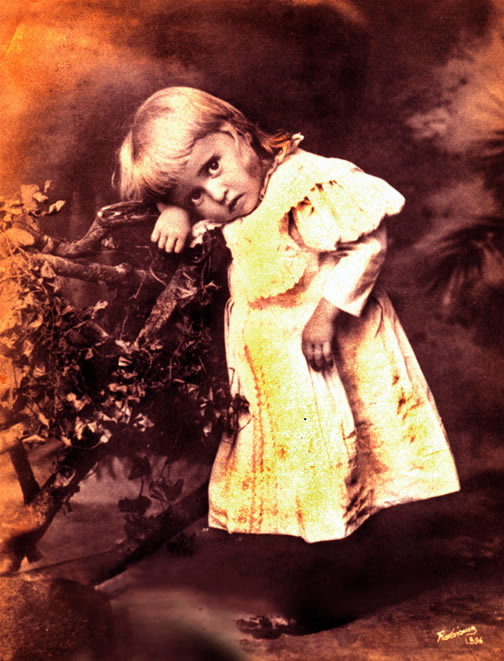
幼年时期

莱昂·德·格雷夫（León de Greiff），全名弗朗西斯科·德·阿西斯·莱昂·博吉斯劳·德·格雷夫·霍伊斯勒（Francisco de Asís León Bogislao de Greiff Haeusler，1895年7月22日—1976年7月11日），哥伦比亚诗人。常用笔名有莱奥·莱格里斯（Leo le Gris）和加斯帕尔·德·努伊特（Gaspar de Nuit）。

## 生平
1895年7月22日，德·格雷夫生于麦德林市。其父为瑞典裔，其母为德裔。1927年7月，与英裔女子玛丽亚·特蕾萨·玛蒂尔德·贝纳尔·尼科尔斯（María Teresa Matilde Bernal Nicholls）结婚。